# Gardiners seychellenkikker
Gardiners seychellenkikker (Sechellophryne gardineri) is een kikker uit de familie seychellenkikkers (Sooglossidae). De soort werd voor het eerst wetenschappelijk beschreven door George Albert Boulenger in 1911. Oorspronkelijk werd de wetenschappelijke naam Nectophryne gardineri gebruikt.

## Kenmerken
De huid is roomwit tot geelgroen. De lichaamslengte bedraagt 1 tot 1,5 cm. De seychellenkikker heeft geen oren met trommelvliezen, maar bleek wel op geluiden van andere kikkers te reageren. Biologen ontdekten dat geluiden door zijn mondholte en mondweefsel reizen om zijn binnenste oor te bereiken.

## Leefwijze
Deze soort is volledig terrestrisch.

## Voortplanting
Deze soort zet de eieren in klompjes af op de grond, waar ze door het mannetje worden bewaakt en verdedigd. De uitgekomen, half ontwikkelde kikkertjes kruipen op de rug van de vader. Daarop aangekomen, worden ze met slijm vastgekleefd, totdat hun dooiervoorraad is uitgeput en de poten geheel ontwikkeld zijn.

## Verspreiding en leefgebied
Deze soort komt voor op de Seychellen. De soort is aangetroffen op een hoogte van 200 - 900 meter boven zeeniveau.